# Jardim Leonor

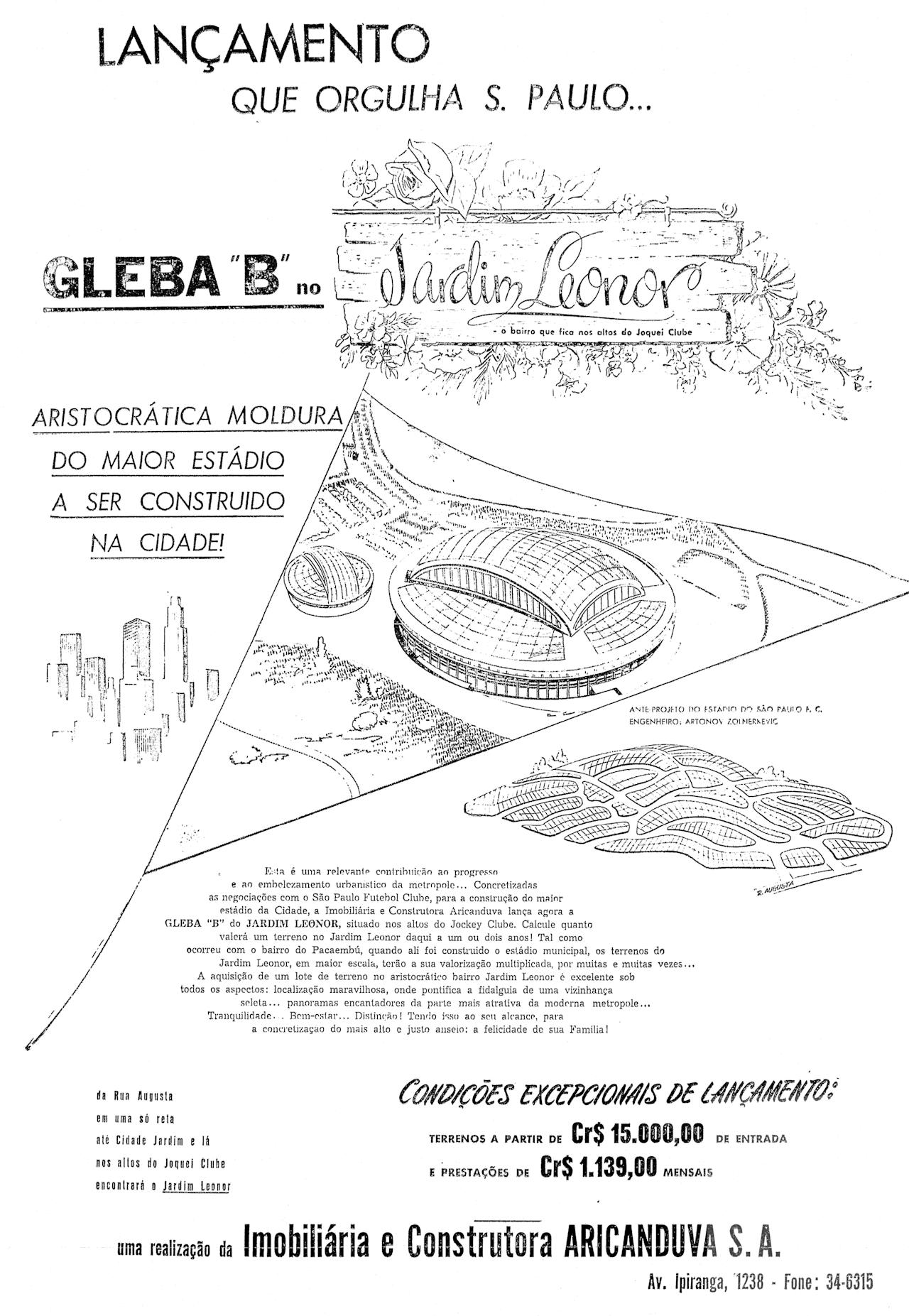
Lancamento do Loteamento

Jardim Leonor é um bairro nobre pertencente aos distritos do Morumbi e Vila Sônia, localizado na zona oeste da cidade de São Paulo é administrado pela Subprefeitura do Butantã. Foi terraplanado e loteado no início da década de 50, pela Imobiliária Aricanduva (cujo proprietário era o então Governador Adhemar de Barros) com o apoio do Governo do Estado. Seu nome consiste em uma homenagem do então Governador, à sua esposa Leonor Mendes de Barros. O projeto previa o desenvolvimento da região com loteamento em glebas e áreas destinadas à construção de um clube esportivo, um estádio de futebol, um hospital e uma universidade (esta última não se concretizou e o terreno foi apropriado pelo Governo do Estado para a construção da sede do Governo).

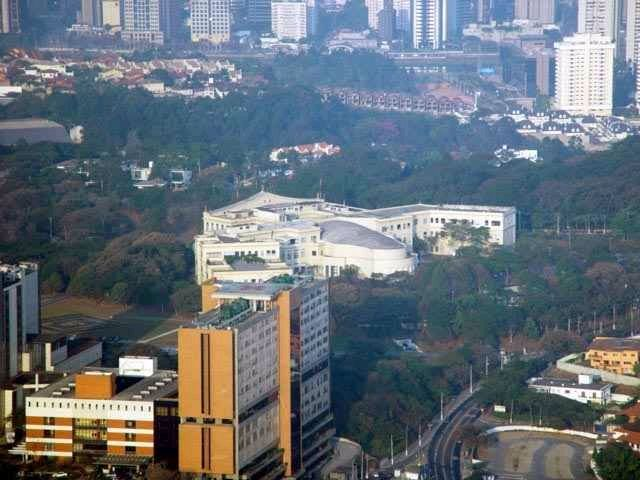
Vista do Hospital Albert Einstein e do Palácio dos Bandeirantes.

Neste bairro estão localizados a Rede Bandeirantes; o Hospital Albert Einstein, o Palácio dos Bandeirantes, sede do Governo do Estado de São Paulo e o Estádio Cícero Pompeu de Toledo, junto à sede social e complexo esportivo pertencentes ao São Paulo Futebol Clube.